# میستر گلوبال
میستر گلوبال (به انگلیسی: Mister Global) یک جشنواره زیبایی سالانه مردانه است که در سال ۲۰۱۴ تأسیس شده‌است. این جشنواره متعلق به شرکت Mister Global Company Limited است. از زمان نخستین برگزاری آن، بیش از ۶۰ کشور جهان نمایندگان خود را به این مسابقه اعزام کرده‌اند. اولین نسخه از جشنواره زیبایی آقای جهانی، در تاریخ ۲۷ مارس ۲۰۱۴ در پاک چونگ، تایلند برگزار شد.
میستر گلوبال حال داومیر کوریلا از فیلیپین است.

## صاحبان عنوان
| سال  | کشور       | آقای جهانی             | محل                     | تعداد شرکت‌کنندگان |            |
| ۲۰۲۴ | فیلیپین    | داومیر کوریلا          | بانکوک، تایلند          | ۳۲                |            |
| ۲۰۲۳ | هند        | جیسون برتفلین          | ماها ساراکام، تایلند    | ۳۶                |            |
| ۲۰۲۲ | کوبا       | خوان کارلوس آریوسا     | چیانگ مای، تایلند       | ۳۹                |            |
| ۲۰۲۱ | اسپانیا    | میگل آنخل لوکاس استعفا | ماها ساراکام، تایلند    | ۳۳                |            |
| ۲۰۲۱ | ویتنام     | دن چیو لین جانشین      | ماها ساراکام، تایلند    | ۳۳                |            |
| ۲۰۲۰ | برگزار نشد | برگزار نشد             | برگزار نشد              | برگزار نشد        | برگزار نشد |
| ۲۰۱۹ | کره جنوبی  | جونگووو کیم            | بانکوک، تایلند          | ۳۸                |            |
| ۲۰۱۸ | آمریکا     | داریو دوکه             | بانکوک، تایلند          | ۳۸                |            |
| ۲۰۱۷ | برزیل      | پدرو گیچا              | چیانگ مای، تایلند       | ۳۰                |            |
| ۲۰۱۶ | جمهوری چک  | توما مارتینکا          | چیانگ مای، تایلند       | ۳۰                |            |
| ۲۰۱۵ | ویتنام     | نگوین وان سان          | بانکوک، تایلند          | ۲۱                |            |
| ۲۰۱۴ | میانمار    | میت تهویا لوین         | ناکون راتچاسیما، تایلند | ۱۶                |            |

## کشورها با کسب عنوان
| کشور      | عناوین | سالهای برنده |
| ویتنام    | ۲      | ۲۰۱۵, ۲۰۲۱   |
| فیلیپین   | ۱      | ۲۰۲۴         |
| هند       | ۱      | ۲۰۲۳         |
| کوبا      | ۱      | ۲۰۲۲         |
| اسپانیا   | ۱      | ۲۰۲۱         |
| کره جنوبی | ۱      | ۲۰۱۹         |
| آمریکا    | ۱      | ۲۰۱۸         |
| برزیل     | ۱      | ۲۰۱۷         |
| جمهوری چک | ۱      | ۲۰۱۶         |
| میانمار   | ۱      | ۲۰۱۴         |